# Шлојзегрунд
Шлојзегрунд (њем. Schleusegrund) општина је у њемачкој савезној држави Тирингија. Једно је од 43 општинска средишта округа Хилдбургхаузен. Према процјени из 2010. у општини је живјело 3.193 становника. Посједује регионалну шифру (AGS) 16069042.

## Географски и демографски подаци
Шлојзегрунд се налази у савезној држави Тирингија у округу Хилдбургхаузен. Општина се налази на надморској висини од 445 метара. Површина општине износи 58,9 km². У самом мјесту је, према процјени из 2010. године, живјело 3.193 становника. Просјечна густина становништва износи 54 становника/km².